# La Nava de Ricomalillo
La Nava de Ricomalillo è un comune spagnolo di 597 abitanti situato nella comunità autonoma di Castiglia-La Mancia.